# Eenenvijftigen
Eenenvijftigen is een kaartspel waarbij het de bedoeling is onder de 51 punten te blijven.
Bij eenenvijftigen wordt er alleen gebruikgemaakt van de zogeheten piketkaarten; de zeven tot en met het aas. De puntenverdeling is als volgt;
| Kaart | Punten                |
| 7     | 7                     |
| 8     | 8                     |
| 9     | 0                     |
| 10    | naar keuze +10 of -10 |
| Boer  | 2                     |
| Vrouw | 3                     |
| Heer  | 4                     |
| Aas   | naar keuze 1 of 11    |

De 'kleur' (harten/ruiten/klaveren/schoppen) is niet van belang.
Bij het begin van het spel worden de kaarten geschud, de deler geeft iedere speler drie willekeurige kaarten en legt de overgebleven kaarten gesloten op tafel. De persoon na de deler speelt nu een (hoge) kaart open op tafel, noemt het aantal punten en pakt een nieuwe kaart van de gesloten stapel. De volgende spelers spelen nu steeds een volgende kaart en tellen het gespeelde aantal punten op bij het aantal op tafel en pakken een nieuwe kaart, bijvoorbeeld: de eerste speler speelt een 8 en zegt '8', tweede speler speelt een 7 en zegt '15', de volgende speler speelt een heer en zegt '19', de volgende een aas en zegt '30' (of '20') etc.
Zodra het puntentotaal in de buurt van 51 komt, moeten spelers kaarten als 9 of (-)10 gaan spelen om te voorkomen dat het puntentotaal boven de 50 komt. De eerste speler die dit niet meer kan, verliest de ronde. Hierna begint het spel opnieuw, de verliezer treedt dan meestal op als nieuwe gever.
Als een speler in de loop van een ronde drie gelijke kaarten weet te verzamelen, kan hij passen. Hij legt de kaarten dan gesloten op tafel, zegt 'pas' en stopt met spelen. Hij kan dan die ronde niet meer verliezen.
Als een speler na het spelen van een kaart vergeet een nieuwe kaart van de stapel te pakken voordat de volgende speler een kaart gespeeld heeft, moet hij met de overgebleven (twee) kaarten verder spelen.
Als de stapel dichte kaarten op is, worden de open op tafel gespeelde kaarten geschud, opnieuw gesloten op tafel gelegd en het spel wordt vervolgd.
Het spel wordt gespeeld met 3 of 4 spelers. Met meer spelers is er geen gelegenheid om gunstige kaarten te verzamelen.